# Goré
Goré  è un comune del Ciad situato nel dipartimento di La Nya Pendé, provincia del Logone Orientale.
È il capoluogo del dipartimento.